# مگی اولرنشاو
مگی اولرنشاو (به انگلیسی: Maggie Ollerenshaw) (زاده ۸ اکتبر ۱۹۴۹) بازیگر انگلیسی است.
از فیلم‌های معروف او می‌توان به بازی در فیلم اسب جنگی اشاره کرد.